# Cosmologie bouddhiste
La cosmologie bouddhiste est la description de la configuration et de l'évolution de l'univers d'après les Écritures (Tripitaka) et les commentaires canoniques bouddhistes. Vu le nombre de textes écrits, de nombreuses descriptions de la cosmologie bouddhiste existent ; néanmoins dans les textes canoniques en langue pali, trois royaumes font l'univers : le royaume du désir ou Kamadhatu, le royaume des formes ou Rupadhatu et les royaumes informes ou Arupadhatu. Des dieux, des fantômes des humains entre autres peuplent l'univers bouddhiste.

## Introduction
Dans l’Abhidharma des traditions Theravāda et Mahāyāna, la cosmologie apparaît comme un ensemble homogène et autonome, qui est en fait la synthèse de différentes informations contenues dans les soutras, le vinaya et leurs commentaires. Ainsi, si aucun soutra n'expose la structure de l'univers de manière globale, on peut trouver dans de nombreux soutras des descriptions par le Bouddha d'autres mondes et d'autres états, ou des descriptions de la formation et de la destruction de l'univers.
La synthèse de ces données en un système cohérent semble avoir eu lieu assez tôt, puisque le système décrit dans la tradition Vibhajyavāda en pali correspond, à quelques différences mineures de terminologie près, avec celui de la tradition Sarvāstivāda, et daterait donc de l'époque pré-scissionniste.
La description bouddhiste de l’univers ne concorde pas avec les connaissances astronomiques de l’Inde ancienne et ne peut donc être considérée comme une tentative de représentation réaliste, mais symbolique ou allégorique (voir Dix univers). Elle représente la vision d’un être éclairé, arhat ou bouddha, grâce à « l’œil  divin » divyacakṣus (pali: dibbacakkhu) qui permet de voir la naissance et la mort des univers, des êtres qui s’y trouvent et les états dans lesquels ils renaissent.  
La cosmolologie bouddhiste comprend un aspect spatial décrivant les univers et un aspect temporel décrivant leur apparition et leur disparition. 

## Cosmologie spatiale
On peut distinguer la cosmologie verticale (cakravāda) qui décrit l’étagement des mondes et la cosmologie horizontale (sahasra) qui décrit leur regroupement en ensembles de milliers, millions ou milliards.

### Cosmologie verticale

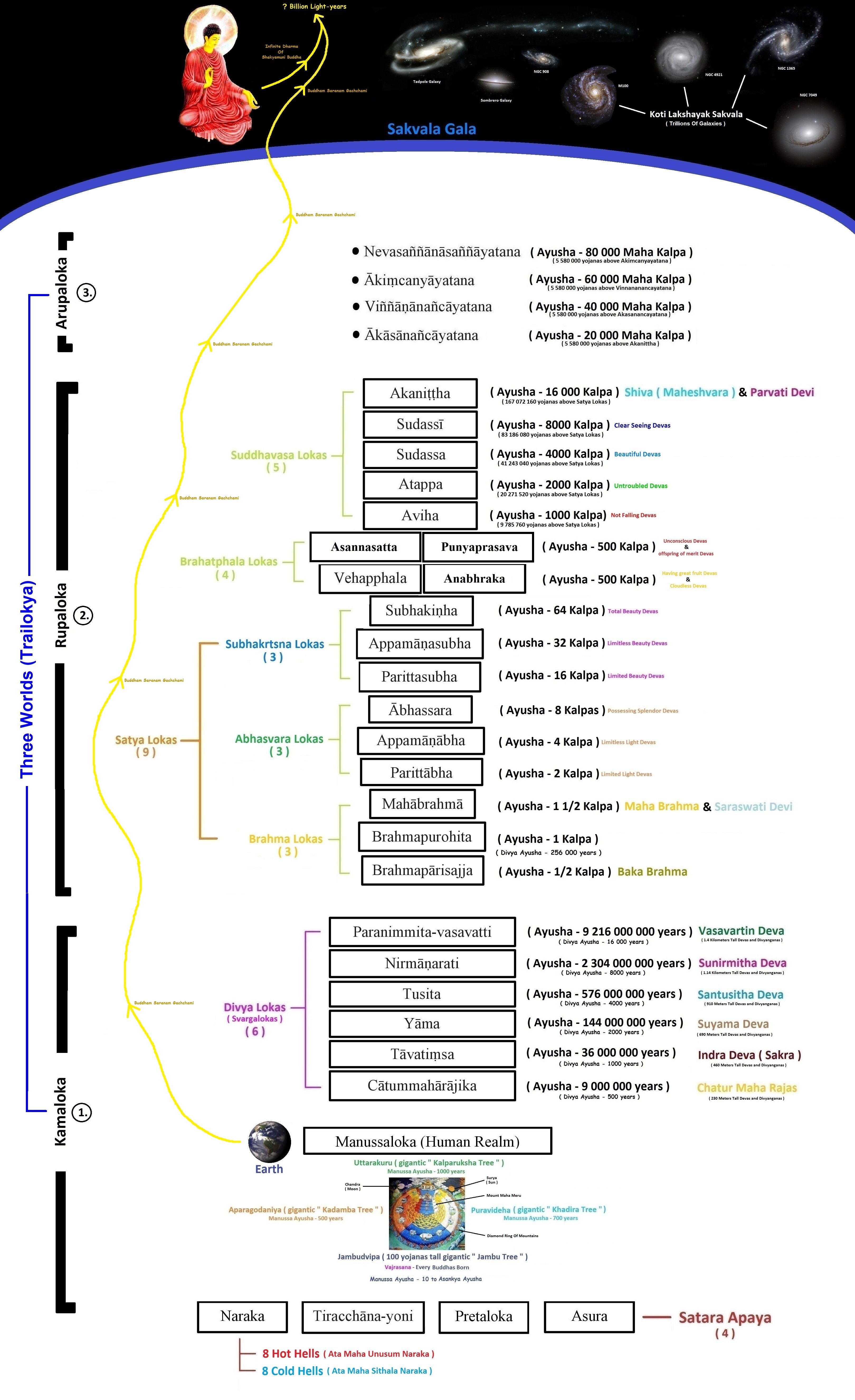
Schéma de la cosmologie verticale — depuis les royaumes immatériels (au sommet) jusqu'aux enfers (au fond).

Elle envisage plusieurs mondes étagés ou disposés en pyramide appelés par Buddhaghosa loka-dhātu, « système d’univers ». Ils correspondent à différents états mentaux ou existentiels, et non à des lieux matériels. Ainsi les hommes et les animaux qui vivent côte à côte sont considérés comme appartenant à des mondes différents. Un monde apparaît dès qu’un être naît dans l’état correspondant et disparaît lorsqu’il n’existe plus aucun être dans cet état. On considère qu’il existe 31 mondes (loka, « plan ») répartis en trois domaines (dhātu « composant », « élément »), les Tridhātu : Arūpadhātu (4 plans), Rūpadhātu (16 ou 17 plans) et Kāmadhātu (10 ou 11 plans) . Les six états d’existence souvent représentés dans l’iconographie bouddhique (roue de l'existence karmique) sont en général rattachés à ce dernier domaine.

#### Arūpadhātu: les royaumes immatériels
L’Arūpadhātu (sk.), Arūpaloka (pali), gzugs.med.pa'i khams (tib.), « monde sans forme », est composé d’êtres sans forme ayant atteint un ou plusieurs des quatre niveaux de la méditation arūpadhyāna lors de l’existence précédente et se situant dans un des quatre états d’absorption sans forme catuh samapatti. Ils forment les quatre plus hautes catégories de devas. Selon la pensée mahāyāna, certains êtres ayant atteint l’un des arūpadhyāna ne deviennent pas devas, mais choisissent d’être des bodhisattvas en restant dans le monde du désir Rūpadhātu pour assister les autres êtres dans leur éveil.
Les lokas (plans) de l’Arūpadhātu correspondent aux 4 arūpadhyānas; du plus élevé au moins élevé dans la représentation étagée:
- 31. Naivasaṃjñānāsaṃjñāyatana (sk.), Nevasaññānāsaññāyatana (pali),  'du.shes.med 'du.shes.med.min (tib.), « Sphère de ni perception ni non-perception », est composée des êtres sans forme situés mentalement à la lisière subtile de la perception et de la non perception. Udraka Rāmaputra (pali: Uddaka Rāmaputta), second maître du  Bouddha, en serait un exemple. Ces êtres ont une durée de vie de 84,000 Maha Kalpa (Maha Kalpa = 4 Asankya Kalpa).

- 30. Akincanyāyatana (sk.), Akiñcaññāyatana (pali), ci.yang.med (tib.) « Sphère du néant », est composée des êtres sans forme ayant dépassé la conscience. Ārāla Kālāma, premier maître du Bouddha, en serait un exemple. Ces êtres ont une durée de vie de 60,000 Maha Kalpa.

- 29. Vijñānānantyāyatana (sk.), Viññānānañcāyatana (pali), rnam.shes mtha'.yas (tib.) « Sphère de la conscience infinie », est composée des êtres sans forme ne percevant que la conscience infinie (vijñāna). Ces êtres ont une durée de vie de 40,000 Maha Kalpa.

- 28. Ākāśānantyāyatana (sk.), Ākāsānañcāyatana (pali), nam.mkha' mtha'.yas (tib.), « Sphère de l’espace infini », est composée des êtres sans forme qui ne perçoivent plus d’objets mais seulement l’espace infini (ākāśa). Ces êtres ont une durée de vie de 20,000 Maha Kalpa.

#### Rūpadhātu: le royaume des formes
Le Rūpadhātu (pali : Rūpaloka; tib: gzugs.kyi khams), « monde de la forme », est composé de devas possédant un corps subtil asexué invisible aux résidents du Kāmadhātu. Ainsi, ils doivent adopter une « forme grossière » s’ils veulent visiter les devas du Kāmadhātu, comme il est dit dans le Janavasabha sutta. Ces êtres ne perçoivent plus les sensations communes, ni les extrêmes de plaisir ou de souffrance sur le plan mental. 
Leur état correspond à celui atteint à travers l’une des quatre méditations rūpadhyānas. Pour la tradition Theravāda, les dhyānas permettent d’accéder chacune à trois niveaux d'état, et le niveau supérieur de la quatrième dhyāna (suddhavasa ou « domaine pur ») est lui-même subdivisé en cinq ; on obtient donc un total de 16 lokas. Dans d’autres traditions on aboutit à un total de 17 lokas.
Les lokas du monde de la forme peuvent être décrits. Leur surface doublerait au fur et à mesure qu’on s’élève de niveau. Leur hauteur est exprimée en yojanas, mesure incertaine donnée dans certaines sources comme équivalant à 4000 tailles humaines, soit entre 4,54 et 7,32 kilomètres.

#### Mondes Suddhavasa
Les mondes Suddhavasa (tib. gnas gtsang.ma) ou « domaines purs » sont composés des anagamins (ceux qui ne reviendront pas), êtres déjà en voie de devenir arhat après avoir entendu le prêche d’un bouddha et qui atteindront l’illumination sans retourner dans un monde inférieur. Dans une ère sans bouddha, ce monde peut se vider pour longtemps, mais il n’est jamais détruit par les catastrophes de la fin de l’univers. Les devas qui le composent sont des protecteurs du bouddhisme, par exemple Brahma Sahampati qui encouragea le Bouddha à transmettre son enseignement juste après son illumination alors qu’il hésitait à le faire. Ils prédisent l’arrivée d’un bouddha et apparaissent sous la forme de brahmanes pour indiquer les signes auxquels on peut le reconnaître. Ils s’assurent aussi que les bodhisattvas reconnaîtront les quatre signes de leur renonciation durant leur dernière existence. 
Les cinq mondes Suddhavasa:
- 27. Akanittha – Monde des « devas sans préséance ». Le plus élevé du domaine de la forme, son nom désigne les confins de l’univers. Le sakra, chef du monde Trayastrimsa (voir Kamadhatu), en vient. La vie y dure 16 000 kalpas selon la tradition Vibhajyavāda. Il s’élève à 167 772 160 yojanas au-dessus de la Terre.

- 26. Sudarsana (sk.) Sudassi (pali) – Monde des « devas à la vision claire », il ressemble au précédent avec lequel il est en relation. Il s’élève à 83 886 080 yojanas au-dessus de la Terre.

- 25. Sudassa – Monde des « beaux devas », c'est le lieu de renaissance de cinq sortes d’anagamins. Il s’élève à 41 943 040 yojanas au-dessus de la Terre.

- 24. Atapa (sk.) Atappa (pali) – Monde des « devas imperturbables » dont la compagnie est recherchée par les êtres des mondes inférieurs. Il s’élève à 20 971 520 yojanas au-dessus de la Terre.

- 23. Aviha – Monde des « devas qui ne chutent pas », c'est le lieu de renaissance de la majorité des anagamins. Certains deviennent arhat à partir de ce monde, d’autres grimpent de monde en monde jusqu’au monde Akinattha (uddhamsotas, « du courant montant »). La durée de vie y est de 1 000 kalpas selon la tradition Vibhajyavāda. Il s’élève à 10 485 760 yojanas au-dessus de la terre.

#### Mondes Brhatphala
Ils sont composés de devas dont l’état mental, caractérisé par l’équanimité (upeksa), correspond à la 4e dhyana. Ils se situent juste au-dessus de la puissance de destruction du vent à la fin d’un mahakalpa (voir cosmologie temporelle). Selon la tradition Theravada, les mondes Punyaprasava et Anabhraka (3e et 4e ci-dessous) n’existent pas.
- 22. Asamjñasattva (sk.) ou Asaññasatta (pali) (seulement dans la tradition Vibhajyavada) – Il est composé des « devas inconscients » qui ont atteint le niveau de la dhyana sans forme de la non-perception, mais pas définitivement ; ils retomberont dans un état inférieur.

- 21. Brhatphala (sk.) ou Vehapphala (pali) (tib.  'bras.bu che) – Il est composé des « devas aux grands accomplissements » dont la durée de vie est de 500 mahakalpas selon la tradition Vibhajyavada. On y trouve des anagamins. Il s’élève à 5 242 880 yojanas au-dessus de la Terre.

- Punyaprasava (seulement dans la tradition Sarvastivada ; tib. bsod.nams skyes) – Il est composé des « devas nés des mérites ». Il s’élève à 2 621 440 yojanas au-dessus de la Terre.

- Anabhraka (seulement dans la tradition Sarvastivada ; tib. sprin.med) – Il est composé des « devas sans nuages » et s’élève à 1 310 720 yojanas au-dessus de la Terre.

#### Mondes Subhakrtsna
Ils sont composés de devas au corps lumineux dont l’état mental, du niveau de la 3e dhyana, est caractérisé par la joie paisible (sukha). Ces mondes se situent juste au-dessus de la portée destructrice de l’eau à la fin d’un mahakalpa (cosmologie temporelle).
- 20. Subhakrtsna (sk.) ou Subhakinna / Subhakinha (pali) (tib. dge.rgyas) – Il est composé des « devas au rayonnement intégral » dont la durée de vie est de 64[5] mahakalpas selon la tradition Vibhajyavada, soit la durée d’un intervalle entre deux destructions par le vent. Il s’élève à 655 360 yojanas au-dessus de la Terre.

- 19. Apramanasubha (sk.) ou Appamanasubha (pali) (tib. tshad.med dge) – Il est composé des « devas au rayonnement illimité » dont la durée de vie est de 32 mahakalpas selon la tradition Vibhajyavada. Ils possèdent foi, vertu, connaissances, générosité et sagesse. Ce monde s’élève à 327 680 yojanas au-dessus de la Terre.

- 18. Parittasubha (sk.) ou Parittasubha (pali) (tib. dge.chung) – Il est composé des « devas au rayonnement limité » dont la durée de vie est de 16 mahakalpas. Il s’élève à 163 840 yojanas au-dessus de la Terre.

#### Mondes Abhasvara
Ils sont composés de devas dans un état mental correspondant à la deuxième dhyana, caractérisé par le ravissement (piti) et la joie paisible (sukha) ; dotés d’un corps émettant des éclairs de lumière, ils s’exclament aho sukham! ("Oh joie!"). Leurs perceptions diffèrent bien que leurs corps soient semblables.
Les mondes Abhasvara se situent au-delà de la puissance de destruction du feu à la fin d’un mahakalpa (cosmologie temporelle). Après la destruction d’un univers, le nouvel univers est tout d’abord peuplé par des devas Abhasvaras qui y renaissent.  
- 17. Abhasvara (sk.) ou Abhassara (pali) (tib.  'od.gsal) – Ce monde est composé des « devas à la radiance continuelle » dont la durée de vie est de 8 (2 dans certaines sources) mahakalpas, durée entre deux destructions d’univers par l’eau. Sa hauteur s’élève à 81 920 yojanas au-dessus de la Terre.

- 16. Apramanabha (sk.) ou Appamanabha (pali) (tib.tshad.med 'od) – Ce monde est composé des « devas à la radiance illimitée ». Leur durée de vie est de 4 mahakalpas. Ce monde s’élève à 40 960 yojanas au-dessus de la Terre.

- 15. Parīttābha (sk.) ou Parittābha (pali) (tib.  'od chung) – Ce monde est composédes « devas à la radiance limitée » dont la durée de vie est de 2 mahakalpas. Il s’élève à 20 480 yojanas au-dessus de la Terre.

##### Mondes Brahma
Ils sont composés de devas dont l’état mental correspondant à la première dhyana est caractérisé par le discernement (vitarka), l’attention (vicara), le ravissement (piti) et la joie (sukha). Ils sont détruits à la fin de chaque mahakalpa (cosmologie temporelle).
- 14. Mahābrahmā (tib. tshangs.pa chen.po) – Monde des grands Brahmas, tel celui qui est connu comme créateur de l’univers dans l’hindouisme. Selon le Brahmajāla Sutta (DN.1), ce sont des êtres des mondes Abhasvara dont les mérites sont épuisés, qui renaissent dans ce monde en ayant perdu la mémoire du monde précédent. Ils n’ont donc aucune conscience de l’existence des mondes supérieurs et se croient sans cause. Leur taille est d’un yojana et demi et leur durée de vie d’un kalpa (Vibhajyavada) ou d’un kalpa et demi (Sarvastivada) ; pour être en cohérence avec la cosmologie temporelle, cette durée devrait équivaloir à 3/4 de mahakalpa. Ce monde s’élève à 10 240 yojanas au-dessus de la Terre.

- 13. Brahmapurohita (tib. tshangs.'khor) – Ce monde est celui des « ministres de Brahma » qui comme eux viennent des mondes Abhasvara après avoir épuisé leurs mérites. C’est le désir d’un Brahma pour des compagnons qui cause leur renaissance dans ce monde, il se prend donc pour leur créateur. Leur taille est d’un yojana et leur durée de vie d’1/2 kalpa (Vibhajyavada) ou 1 kalpa (Sarvastivada). Il leur arrive de renaitre ultérieurement dans un monde inférieur où ils enseignent que Brahma est le créateur de l’univers, pensant en avoir eu la révélation. Ce monde s’élève à 5120 yojanas au-dessus de la Terre.

- 12. Brahmaparisadya (sk.) ou Brahmaparisajja (tib. tshangs.ris) –Ce monde est formé des « conseillers de Brahma », « membres de l’assemblée de Brahma » ou Brahmakayika hauts d’1/2 yojana et dont la durée de vie est d’1/3 de kalpa (Vibhajyavada) ou d’1/2 kalpa (Sarvastivada). Ce monde s’élève à 2560 yojanas au-dessus de la Terre.

#### Kamadhatu: le royaume du désir
Kamadhatu (sk.), Kamaloka (pali) (tib. 'dod.pa'i khams) « monde du désir » est composé d’êtres dont les degrés de bonheur diffèrent, mais qui se trouvent tous, sauf les arhats et les bouddhas, sous la domination de Mara et des désirs sensuels qui causent la souffrance.

#### Mondes célestes
Ils occupent chacun un espace fini de 80 000 yojanas de côté situé dans les airs au-dessus du mont Sumeru. Les quatre mondes suivants sont des plans bornés, le carré de chaque 80 000 yojanas, qui flottent dans l'air au-dessus du sommet du mont Sumeru. Ces mondes sont habités par les devas (c'est-à-dire tous les mondes vers le monde de Cāturmahārājikakāyika et parfois les Asuras) et sont parfois appelés «Paradis», au sens occidental des religions abrahamiques du mot le terme s'applique le mieux aux quatre mondes énumérés ci-dessous :
- 11. Parinirmita-vasavartin (sk.) ou Paranimmita-vasavatti (pali) (tib. gzhan.'phrul dbang.byed) – Il est composé des « devas suscitant les créations ». Leurs désirs sont satisfaits non par eux-mêmes, mais par les vœux que les devas inférieurs formulent pour eux. Ce monde, dirigé par Vasavartin (pali: Vasavatti), est également occupé par Mara qui s’efforce de maintenir les êtres du Kamadhatu sous le contrôle des sens ; il est en effet lui aussi devaputra, « de lignée divine ». Les êtres de ce ciel ont une taille de 1 400 m et une durée de vie de 9 216 000 000 ans (Sarvastivada). Ce monde s’élève à 1 280 yojanas au-dessus de la Terre.

- 10. Nirmanarati (sk.) ou Nimmanaratī (pali) (tib.  'phrul.dga' ) – Ce monde est composé des « devas prenant plaisir à leurs créations » qui peuvent créer pour leur propre satisfaction. Il est dirigé par Sunirmita (pali: Sunimmita) dont la parèdre est Visakha, réincarnation de la principale upasika du Bouddha. Les êtres de ce ciel ont une taille de 1 140 m et une durée de vie de 2 304 000 000 ans (Sarvastivada). Ce monde s’élève à 640 yojanas au-dessus de la Terre.

- 9. Tushita (sk.) ou Tusita (pali) (tib. dga'.ldan) – Dans ce monde dit des « devas joyeux » renaissent les bodhisattvas avant leur retour parmi les humains. Le Bouddha y aurait ainsi vécu sous le nom de Shvetaketu (pali: Setaketu) avant sa dernière incarnation. Le principal bodhisattva y serait désormais Natha (ou Nathadeva), qui renaîtra parmi les hommes sous le nom d’Ajita puis deviendra le bouddha Maitreya. Ce monde est dirigé par le deva Santusita. Les êtres y ont une taille de 910 m et vivent 576 000 000 ans (Sarvastivada). Il s’élève à 320 yojanas au-dessus de la Terre.

- 8. Yama (tib. 'thab.bral) –Ce monde est parfois appelé le ciel « sans combat » pour le différencier de la Terre. Les devas qui le composent vivent dans les airs. Il est dirigé par le deva Suyama dont la parèdre serait selon certaines sources Sirima, une courtisane de Rajagriha contemporaine du Bouddha, connue pour sa générosité envers les moines. Les êtres de ce monde ont une taille de 690 m et vivent 144 000 000 ans (Sarvastivada). Il s’élève à 160 yojanas au-dessus de la Terre.

#### Mondes de Sumeru
Sumeru est un mont immense situé au milieu de la Terre ; il est aussi l’axe de révolution du Soleil et de la Lune. Il repose sur un vaste océan et est entouré de chaînes de montagnes et de mers. Les mondes Trayastrimsa et Caturmaharajikakayika, peuplés de devas, sont situés respectivement à son sommet et sur ses pentes, tandis que le monde des Asuras se trouve au niveau de l’océan de la base. De nombreuses créatures mythiques sont censées vivre sur le mont ou à ses alentours.
- 7. Trayastrimsa (sk.) ou Tavatimsa (pali) (tib. sum.cu.rtsa.gsum.pa) – Le monde « des trente-trois [devas] » est un espace plat au sommet du mont Sumeru où se trouvent les palais des devas avec des jardins. Il est dirigé par sakra devanam, « roi des devas ». Les 33 devas sont accompagnés d’une suite et de nombreuses apsaras. Les êtres de ce monde ont une taille de 460 m et vivent 36 000 000 ans selon la tradition Sarvastivada (taille de 3/4 de yojana et durée de vie de 30 000 000 selon la tradition Vibhajyavada). Ce monde s’élève à 80 yojanas au-dessus de la Terre.

- 6. Caturmaharajikakayika (sk.) ou Catummaharajika (tib. rgyal.chen bzhi) – Le monde des « quatre grands rois » est situé sur les flancs du mont Sumeru et certains de ses habitants vivent dans les airs à proximité. Il est dirigé par Virūḍhaka , Dhritarastra, Virupaksa et Vaisravana, le principal des quatre rois. Leur suite est composée des nains kumbhandas, des fées gandharvas, des dragons nagas et des démons yakshas. On trouve aussi dans ce monde les devas qui guident le Soleil et la Lune. Les êtres y ont une taille de 230 m et vivent 9 000 000 ans (Sarvastivada) ou 90 000 ans (Vibhajyavada). Il s’élève depuis l’océan à 40 yojanas au-dessus de la Terre.

- 5. Asura (tib. lha.ma.yin) – Les asuras, qui vivaient à l’origine dans le monde Trayastrimsa, furent rejetés par les devas dans ce monde en grande partie océanique. Ils cherchent continuellement à regagner le sommet du mont Sumeru et les quatre grands rois les en empêchent. Les différents groupes d’asuras ont chacun leur chef, Vemacitrin (pali: Vepacitti) et Rahu sont les plus connus.

Dans certaines cosmologies, les Asuras se trouvent sous les pretas, à la limite entre les mondes terrestres et les enfers.

#### Mondes terrestres
4. Manusyaloka (tib. mi) – Ce monde est composé des quatre continents situé dans l’immense océan entourant Sumeru. Ils sont trop éloignés l’un de l’autre pour qu’une liaison nautique soit possible, et seuls les cakravatin (souverains universels) peuvent circuler de l’un à l’autre par les airs grâce au joyau magique cakraratna (pali cakkaratana). L’ensemble est ceint d’un cercle de montagnes nommé Cakravada (pali: Cakkavada).  Les quatre continents sont : 
- Jambudvipa (sk.) ou Jambudīpa (pali) situé au sud, la demeure des humains. Il a la forme d’un triangle avec la pointe sud tronquée, dite « forme de chariot », qui pourrait être inspiré de celle de la péninsule indienne. Il est long de 10 000 yojanas (Vibhajyavada) ou a un périmètre de 6 000 yojanas (Sarvastivada) ; la côte sud fait 3 yojanas et demi. Le continent doit son nom à un immense jambu (jamrosat ou jamelonier) de 100 yojanas de haut qui pousse en son centre. Ce continent n’est pas le plus riche, mais c’est le lieu idéal pour la progression spirituelle puisque tous les bouddhas y apparaissent. Les habitants font de 1,50 m à 1,80 m de haut et vivent entre 10 et 140 ans.

- Pūrvavideha (sk.) ou Pubbavideha (pali), situé à l’est. Il a la forme d’un demi-cercle dont l’arc est dirigé vers l’est. Il fait 7 000 yojanas dans sa plus grande dimension (Vibhajyavada) ou a un périmètre de 6 350 yojanas, la corde étant de 2 000 yojanas (Sarvastivada).  Son arbre central est l’acacia. Ses habitants mesurent 3,70 m et vivent 250 ans.

- Aparagodānīya (sk.) ou Aparagoyāna (pali), situé à l’ouest. Il a la forme d’un cercle de 7 500 yojanas de circonférence (Sarvastivada). Son arbre est le kadamba. Ses habitants ne construisent pas d’habitations mais vivent et dorment en plein air. Ils mesurent 7,30 m et vivent 500 ans.

- Uttarakuru, situé au nord. Il a la forme d’un carré de périmètre égal à 8 000 yojanas. Son arbre est le kalpavriksa (pali: kapparukkha) « arbre-kalpa », nommé d’après la durée de sa vie. Les habitants de ce continent sont très riches mais ne possèdent rien individuellement. Ils n’ont pas besoin de travailler car la terre produit d’elle-même la nourriture. Ils bâtissent leurs cités dans les airs et sont sous la protection de Vaisravana. Ils mesurent 14,60 m et vivent 1000 ans.

3. Tiryagyoni-loka (sk.) ou Tiracchana-yoni (pali) (tib.dud.'gro) – Ce monde est composé des animaux.
2. Pretaloka (sk.) ou Petaloka (pali) (tib. yi.dvags) –Ce monde est composé des pretas ou « esprits affamés » qui hantent particulièrement les déserts et lieux isolés.

#### Enfers
Les mondes Naraka (sk.) ou Niraya (pali) (tib.dmyal.ba) sont les enfers où les êtres sont amenés à renaître pour une durée finie selon leur karma.Vivant dans la peur et l’angoisse, ils subissent différents tourments physiques et psychologiques.
Les mondes Naraka sont situés à différents étages sous le continent Jambudvipa. Leur nombre et arrangement diffère selon les sources, mais le modèle le plus connu est celui des 16 Narakas, 8 chauds et 8 froids.

##### Narakas froids
- Arbuda –Naraka des pustules;
- Nirarbuda –Naraka des pustules ouvertes;
- Aṭaṭa – Naraka des frissons;
- Hahava –Naraka des lamentations;
- Huhuva –Naraka des claquements de dent;
- Utpala –Naraka du lotus bleu;
- Padma –Naraka du lotus;
- Mahapadma –Naraka du grand lotus;

La durée de vie dans chaque Naraka est 20 fois celle dans le précédent.

##### Narakas chauds
- Sanjiva –Naraka du renouveau ; une vie y dure 162x1010ans.
- Kalasutra –Naraka du fil noir ; une vie y dure 1296x1010ans.
- Samghata –Naraka de l’écrasement ; une vie y dure 10 368x1010ans.
- Raurava –Naraka des cris ; une vie y dure 82 944x1010 ans.
- Maharaurava –Naraka des grands cris ; une vie y dure 663,552x1010ans.
- Tapana –Naraka de la chaleur ; une vie y dure 5 308 416x1010ans.
- Pratapana –Naraka de la grande chaleur ; une vie y dure 42 467 328x1010ans.
- Avici –Naraka ininterrompu ; une vie y dure 339 738 624x1010ans.

#### Fondations
Le mont Sumeru, dont l’altitude est de 80 000 yojanas, et les continents, reposent sur un socle de « terre d’or » situé à 80 000 yojanas au-dessous de la surface de l’océan. Son épaisseur est de 320 000 yojanas. À 400 000 yojanas au-dessous de la surface de l’océan, il cède la place à une couche d’eau épaisse de 8 000 000 yojanas, qui repose elle-même sur un « cercle de vent » de 16 000 000 yojanas d’épaisseur qui sert de base commune à un millier d’univers.

### Cosmologie horizontale
Selon la cosmologie horizontale ou sahasra (sk :millier), les quatre cieux du Kamadhatu occupent un espace horizontal limité de la taille du sommet du mont Sumeru. Les trois mondes Brahma situés au-dessus s’étendent jusqu’aux confins de la chaîne de montagnes Cakravada, limite du Kamadhatu. Ce monde et les mondes Brahma constituent un univers élémentaire, détruit par le feu à la fin d’un mahakalpa. 
Les mondes Abhasvara, situés au-dessus des mondes Brahma, recouvrent 1000 univers élémentaires ayant chacun son Sumeru et sa chaîne Cakravada, un soleil, une lune et quatre continents. Cet ensemble de 1000 univers se nomme shasra-cudika-lokadhatu, « petite unité de 1000 univers » ou « chiliocosme » (chilio=1000), détruit par l’eau après 8 mahakalpas.
Les mondes Subhakrtsna recouvrent 1000 petits chiliocosmes et donc 1 000 000 univers élémentaires, constituant un ensemble nommé dvisahasra-madhyama-lokadhatu, « moyenne unité de 1000² univers » ou « bichiliocosme », détruit par le vent après 64 mahakalpas.
Les mondes Brhatphala et Suddhavasa recouvrent 1000 bichiliocosmes, soit 1 000 000 000 univers élémentaires, constituant un ensemble nommé trisahasra-mahasahasra-lokadhatu, « grande unité de 1000³ univers ou « trichiliocosme ».

## Cosmologie temporelle
La cosmologie temporelle décrit la naissance et la mort des univers. Elle est, comme toutes les cosmologies indiennes, cyclique. L’unité de temps principale est le mahakalpa, qui n’est jamais clairement défini mais s’élève à plusieurs milliards d’années au minimum. Un mahakalpa est divisé en 4 kalpas qui sont : 
- Vivartakalpa, « ère d’évolution » ;
- Vivartasthayikalpa, « ère d’évolution-stabilité », durant laquelle l’univers reste dans un état stable.
- Samvartakalpa, « ère d’involution », durant laquelle l’univers se défait.
- Samvartasthayikalpa « ère d’involution-stabilité », durant laquelle l’univers reste vide.

Chaque kalpa est divisé en antarakalpas (pali antarakappa), « ère interne » ; pour le dernier kalpa durant lequel l’univers est vide, cette division est purement virtuelle.

### Vivartakalpa
Cette ère est décrite dans l’Agganna Sutta (DN.27). Le vent primordial se lève et les structures de l’univers se reconstituent selon des modalités variables car il n’a pas forcément été détruit intégralement auparavant. Les devas des mondes supérieurs y renaissent. Les premiers humains apparaissent, dotés tout d’abord de caractéristiques semblables à celles des devas : ils sont lumineux, vivent très longtemps, n’ont pas besoin de nourriture et se déplacent dans les airs. Avec le temps, ils acquièrent le goût de la nourriture, leur corps s’alourdit, ils se différencient sexuellement, procréent ; la société se constitue avec ses vices. Ils se choisissent un roi appelé Mahasammata. Ils commencent à tuer les animaux pour les manger.

### Vivartasthayikalpa

#### Premier antarakalpa - exemple de notre univers
Cette ère débuta avec la première renaissance d’un être dans un enfer ; tous les mondes furent ainsi créés. Les humains étaient tout d’abord gouvernés par un cakravartin, souverain universel. Le Mahasudassana-sutta (DN.17) mentionne ainsi Mahasudassana (sk. Mahasudarshana) qui aurait vécu 336 000 ans, le Cakkavatti-sihanada-sutta (DN.26) mentionne pour sa part une dynastie fondée par Dalhanemi (sk. Dridhanemi), qui aurait succédé à Mahasudassana et dont les six premiers souverains auraient vécu 80 000 ans. Le 7e aurait refusé d’abdiquer pour devenir shramana comme ses prédécesseurs. Cette décision peu sage aurait causé l’apparition de la pauvreté, puis du vol en conséquence, suivie de l’apparition de la peine de mort et des crimes de sang.
La société continua de se dégrader avec l’apparition de toutes sortes de mauvaises conduites, tandis que la durée maximale de la vie humaine diminuait jusqu’à 100 ans  (selon certaines sources, de moitié à chaque génération). Durant cette période, selon le Mahapadana-sutta (DN.14), apparurent successivement les bouddhas Krakucchanda (pâli : Kakusandha) – la durée de la vie humaine était alors de 40 000 ans - Kanakmuni (pâli : Konagamana) – la durée de la vie humaine était de 30 000 ans – Kashyapa (pâli : Kassapa) – la durée de la vie humaine était de 20 000 ans, et enfin le Bouddha historique, qui vécut 80 ans ; la vie humaine était alors réduite à moins de 100 ans en général.
La fin de cet antarakalpa devrait voir la vie humaine continuer de diminuer jusqu’à un maximum de 10 ans ; les humains se marieront à 5 ans et l’inceste sera généralisé, de même que les haines intrafamiliales. Toute moralité disparaîtra et les pires seront choisis comme chefs. Une grande guerre aura lieu.

#### Deuxième antarakalpa - exemple de notre univers
Les survivants se repentiront et, avec le retour des bonnes conduites, la vie humaine s’allongera de nouveau jusqu’à 80 000 ans. Le cakravartin Sankha règnera alors, et sous son règne Maitreya renaîtra sur terre sous le nom d’Ajita, deviendra shramana et atteindra l’illumination. Après son départ, la dégradation reprendra. 
Les cycles de progrès-dégradation des humains et de leur société se répètent ainsi pour chaque univers jusqu’au 19e antarakalpa. À ce moment, la vie humaine, après avoir de nouveau augmenté jusqu’à 80 000 ans, ne diminue plus car le vivartasthayikalpa s’achève.

### Samvartakalpa
Il débute lorsque les êtres cessent de renaître dans les enfers, entraînant l’interruption de la renaissance dans des autres mondes. Lorsque même les mondes Brahma sont vides, un grand feu consume l’univers au-dessous des mondes Abhasvara.

### Samvartasthayikalpa
L’univers au-dessous des mondes Abhasvara reste vide jusqu’à ce que le vent primordial se lève et que l’univers se reconstitue.

### Autres destructions
Outre la destruction par le feu qui se produit à l’issue de chaque mahakalpa, tous les 8 mahakalpas a lieu une destruction par l’eau qui atteint jusqu’aux mondes Abhasvara. Tous les 64 mahakalpas, soit après 56 destructions par le feu et 7 destructions par l’eau, a lieu une destruction par le vent qui atteint jusqu’aux mondes Subhakrtsna. Les mondes supérieurs ne sont jamais détruits.